# Simmental Zeitung
Die Simmental Zeitung (SZ) ist die Regionalzeitung des Simmentals. Herausgeber (Verleger) der Zeitung ist die Kopp Druck+Grafik AG mit Sitz in Zweisimmen.

## Erscheinung / Verbreitungsgebiet
Die Simmental Zeitung erscheint wöchentlich donnerstags. Sie hat eine Auflage von 7'250 Exemplaren. Viermal jährlich wird eine Grossauflage von 10'700 Exemplaren verteilt (Stand 2016).
| Region            | % der Gesamtauflage |
| ----------------- | ------------------- |
| Obersimmental     | 45                  |
| Niedersimmental   | 12                  |
| restliche Schweiz | 40                  |
| Ausland           | 1                   |
| Direktverkauf     | 2                   |

Die Simmental Zeitung ist eine reine Abonnementszeitung und wird in über zwei Dritteln aller Haushalte des Simmentals (im Obersimmental sogar in über 95 %) gelesen.

## Entstehung
Die Bevölkerung des Simmentals hatte schon länger das Bedürfnis einer Lokalzeitung. Vor allem die Vereine, das lokale Gewerbe, die Tourismusorganisationen, aber auch die Gemeinden und die Landwirtschaft brauchen eine Plattform zum Informieren und Orientieren. In der Vergangenheit gab es bereits mehrere Versuche, eine Zeitung zu etablieren.
Anfang der 90er Jahre im 19. Jahrhundert wurden die ersten Ausgaben des Simmentaler Blatts mit Druck in Zweisimmen herausgegeben. Spätere Ausgaben wurden auch in Erlenbach im Simmental und in Wimmis gedruckt. Mit dem Ausbruch des Ersten Weltkrieges 1914 wurde das Simmentaler Blatt eingestellt.
Am 12. Dezember 1936 erschien die erste Ausgabe des Obersimmentalers, jedoch nur für eine kurze Dauer. Bereits ungefähr ein Jahr später, am 4. Dezember 1937, wurde die Zeitung wieder eingestellt. Am 10. Juni 1970 wurde dann die erste Ausgabe des „zweiten“ Obersimmentalers herausgegeben. Der Obersimmentaler ist bis Ende Februar 2009 ununterbrochen jede Woche erschienen. Die Simmental Zeitung ist die Nachfolgezeitung dieses (zweiten) Obersimmentalers und erstmals am 5. März 2009 erschienen.

## Bedeutung der Zeitung für das Simmental
Der Grund des Namenswechsels vom Obersimmentaler zur Simmental Zeitung war das Bedürfnis des Niedersimmentals nach einer Zeitung „wie der ,Obersimmentaler’“. Das Simmental hat eine besondere politische Situation: Es ist das einzige Tal in der Schweiz (evtl. auch in Europa), das politisch getrennt ist. Die Amtsbezirke Obersimmental und Niedersimmental wurden mit der Bezirksreform 2010 mit den Nachbarregionen Frutigen und Saanen zusammengelegt.
Die Simmental Zeitung soll die Einheit im Tal stärken und eine Abwanderung in die Zentren Frutigen und Saanen/Gstaad verhindern. Die Simmental Zeitung ist unabhängig und politisch neutral und dient als das Organ für Mitteilungen von Tourismus, Landwirtschaft, Gewerbe, Vereinen und Dienstleistungsbetrieben. Auch für die Behörden dient die Zeitung als Plattform für ihre Informationen.

## Inhalte
Die Zeitung berichtet vor allem aus der Region oder über Ereignisse, die Personen aus dem Simmental betreffen. Zusätzlich werden aus dem Berner Oberland Ereignisse von spezieller Bedeutung für das Simmental (gilt auch für die restliche Schweiz) und aus dem Kanton Bern Berichte aus dem Grossen Rat veröffentlicht.

## Leser
Die Leser sind mit dem Simmental verbunden. Es sind dies vor allem Personen, die im Tal leben. Darüber hinaus wird die Zeitung aber auch von Dauergästen und Ferienwohnungsbesitzern gelesen. Auch „Heimweh“-Simmentaler und Weggezogene lesen die Zeitung.